# Dolina Bystrej
Dolina Bystrej je horské údolí v polských Západních Tatrách, v jejím ústí ohraničená svahy Nosala a Krokwi. Leží na území Tatranského národního parku.

## Poloha
V horní části začíná údolí na hlavním hřebeni Západních Tater v úseku od Kondratovy kopy (2005 m n. m.) po Kasprův vrch. Konec údolí se nachází v Kuźniciach ve výši 930 m n. m. Má několik bočních údolí:
- Dolina Jaworzynka oddělující se už Kuźnice vede jihovýchodním směrem.
- Dolina Kasprowa, v horní části dělící se na Suchu Kasprowu a Stare Szałasiska .
- Dolina Goryczkowa, která se rozděluje na Dolinu Goryczkowu a Dolinu Goryczkowu Świńsku .
- Dolina Kondratowa. Její východním oddělením je Dolina Sucha Kondracki .

## Popis údolí
Údolí Dolina Bystré je dlouhé 6 km a zabírá plochu kolem 17 km². Vytvářejí ho sedimenty a krystalické horniny. Modelovaly ho na mnoha místech ledovce a krasové procesy. Zůstaly po nich četné jeskyně a skalní dutiny. Nejznámější z nich je: Jaskinia Magurská, Jaskinia Bystré a Jaskinia Kasprowa Nižnia. V důsledku pórovitosti vápencového podloží je velká část údolí suchá, protože voda proudí pod zemí zejména v dolních částech údolí. Na mnoha místech vyvěrá na povrch údolí. Největší prameny jsou: Wywierzysko Bystré, Goryczkowe Wywierzysko, Kasprowe Wywierzysko. Údolím protéká potok Bystra.
Dolina Bystré je známa silnými větry. Na ose Tichá dolina – Dolina Bystré se vytváří silný aerodynamický proud vzduchu a větrné víry. Údolí v minulosti devastovala pastva skotu, hornická a hutnická činnost. Jejich vlivem byly vytěženy lesy, na svazích kosodřevina, což způsobilo obnažení horních částí doliny a erozi jejích úbočí. Po ukončení této činnosti se příroda pomalu zregenerovala. Přesto po obnažených úbočích do údolí padají často laviny.

## Historie
Začátek údolí byl v dávné minulosti hospodářsky využíván. Stáli tu kovárny, hutě a dětské sanatorium. V současnosti zde jsou: dolní stanice lanovky na Kasprov vrch, informační kancelář TOPR, obytné budovy, hotel Jaworzynka, obchody, klášter Albertynów, klášter Albertynek na Kalatówki, Horský hotel PTTK Kalatówki. Do Kuźnice směřují silnice přivádějící do ústí údolí auta, autobusy a jsou výpadovkou do mnoha tatranských údolí.
Jelikož údolí je v těsné blízkosti Zakopaného byla v dávné minulosti intenzivně hospodářsky využívané. Důkazem toho jsou vytěžené lesy na kterých vznikly polany (haly): Hala Jaworzynka, Hala Kasprowa, Hala Goryczkowa, Hala Kondratowa a Hala Kalatówki. Pastva skotu a ovcí, ale i bylinkáři a turisté, kteří údolí ve velké míře navštěvovali, způsobily nemalé a někdy i nevratné škody na rostlinstvu. V zimě údolí často navštěvují lyžaři, kteří nejraději chodí do Doliny Goryczkowej, kde jsou lyžařské vleky. Údolí je součástí polského Tatranského národního parku. Údolí – Kondratowa, Goryczkowa, Kasprowy a Mała Jaworzynka jsou přísně chráněné přírodní rezervace.

## Galerie

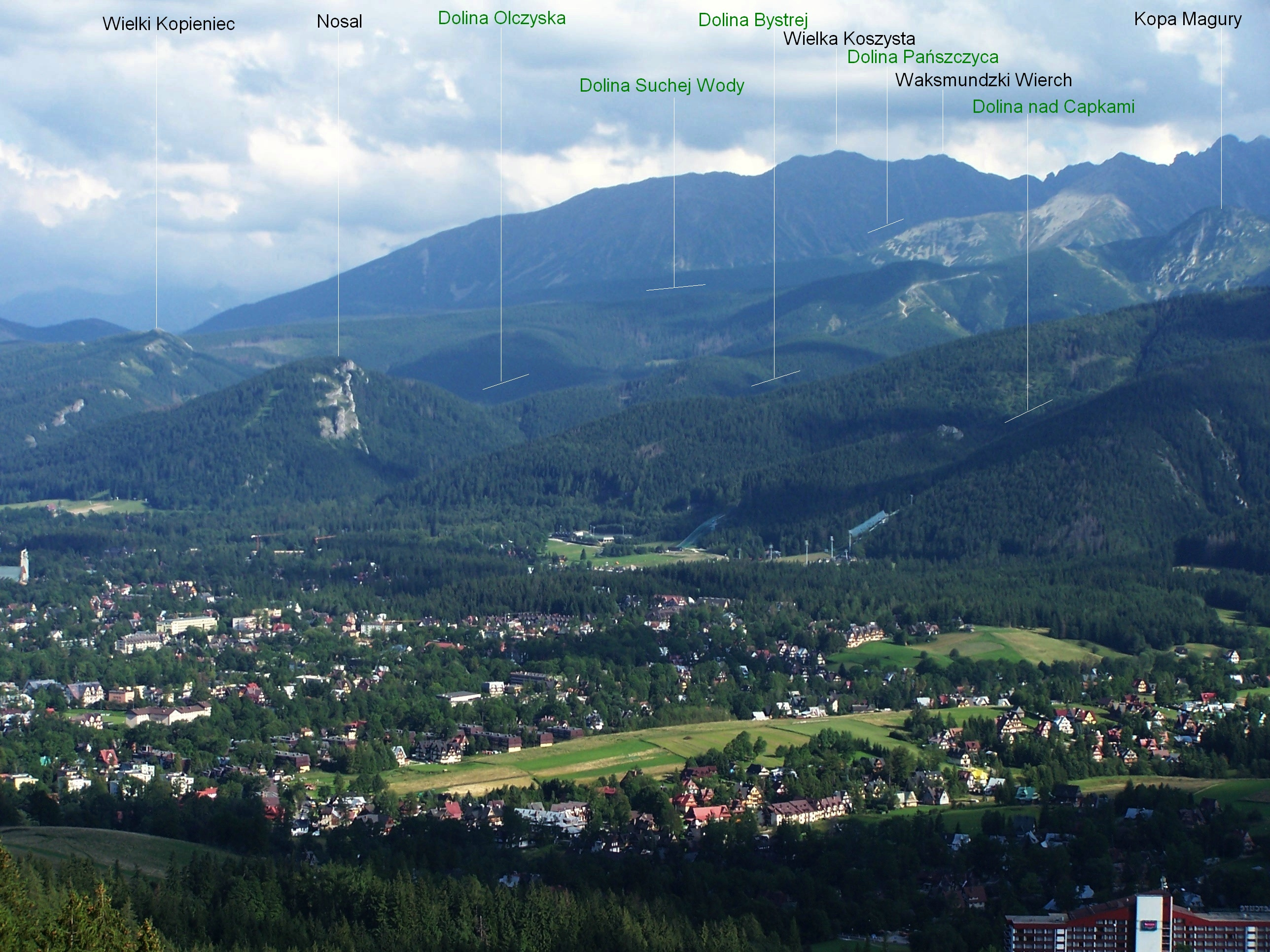
Dolní část Doliny Bystré a Zakopané
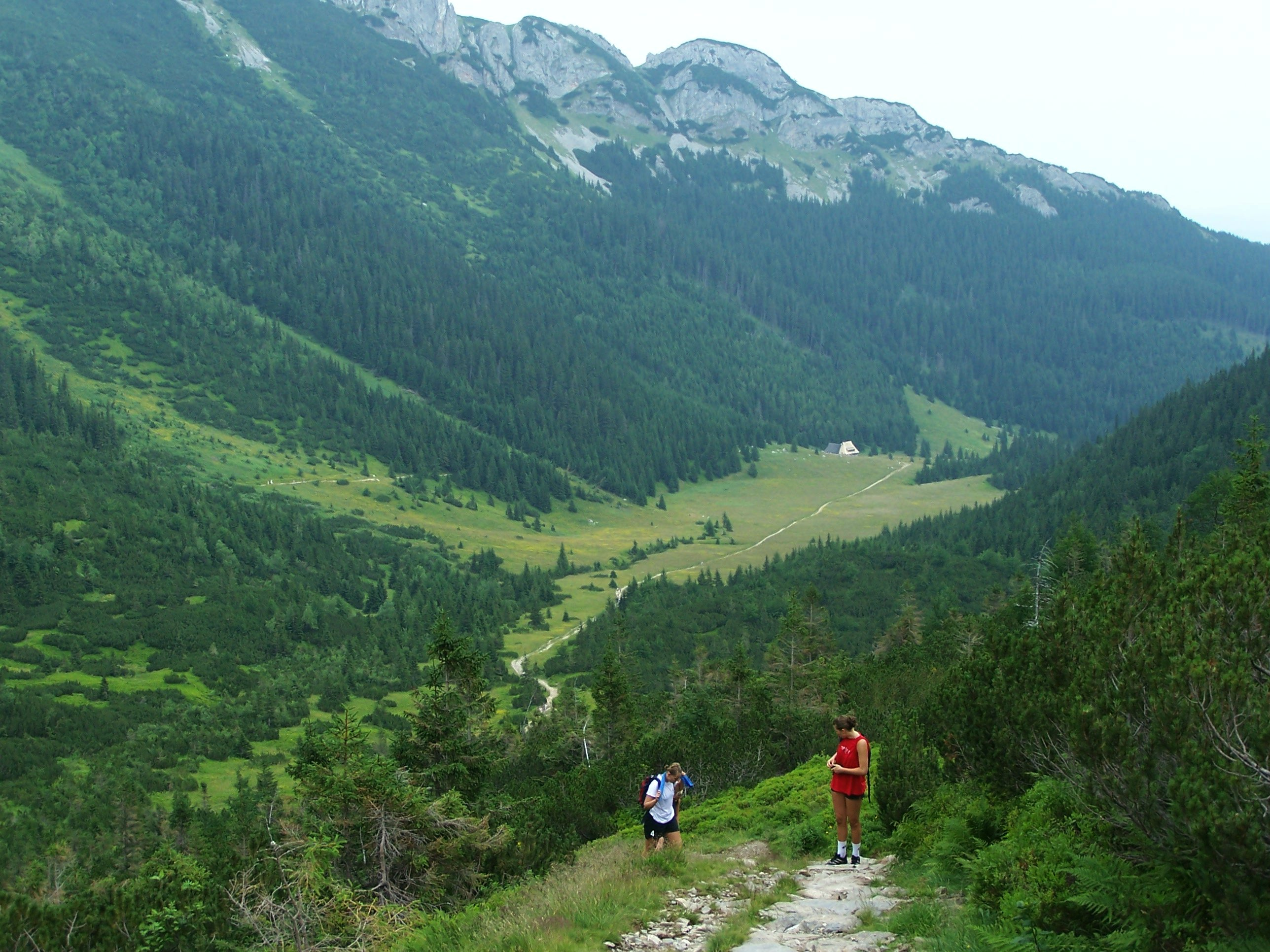
Horní část Doliny Bystré - Dolina Kondratowa
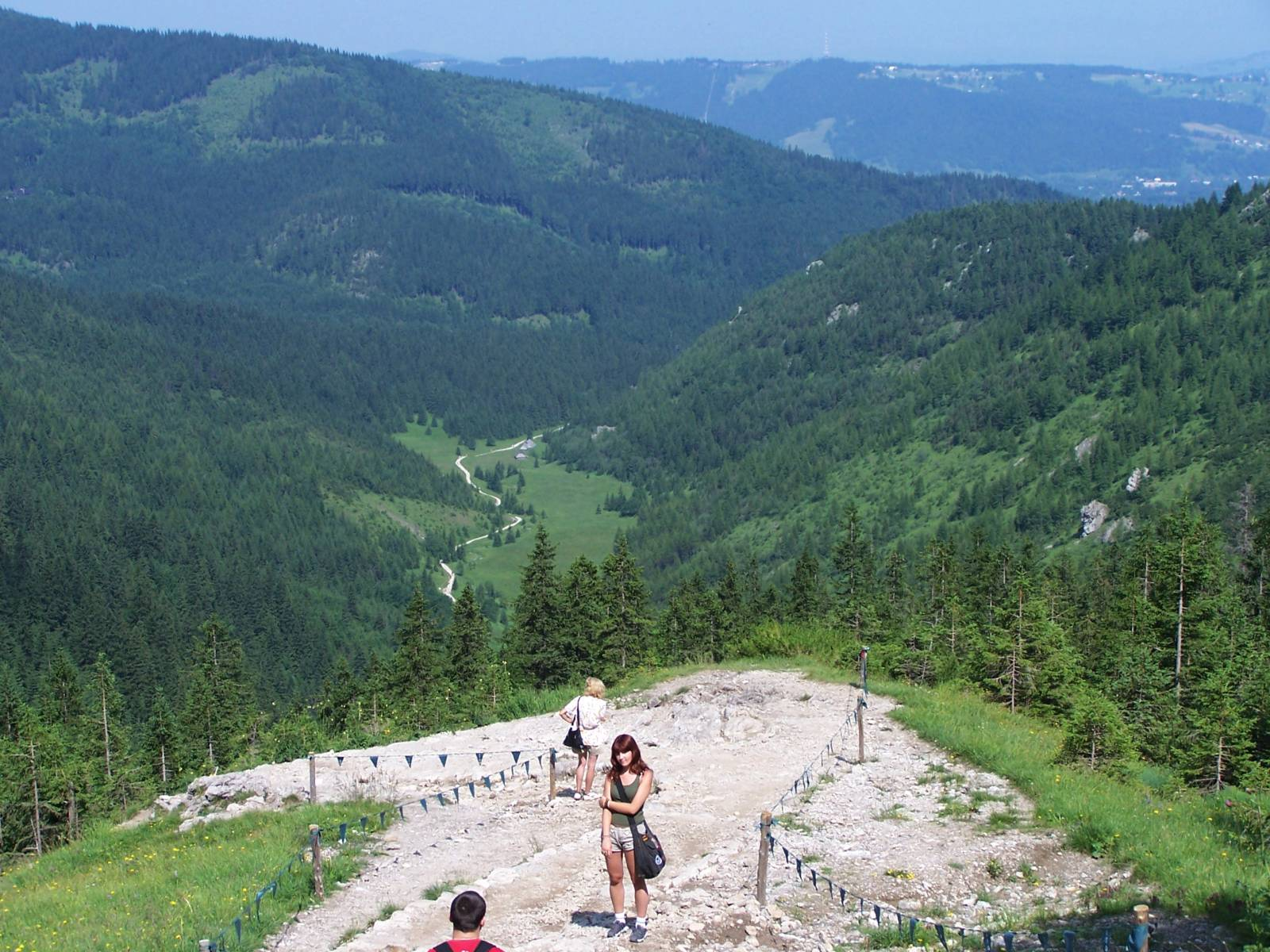
Východní boční údolí - údolí Jaworzynka
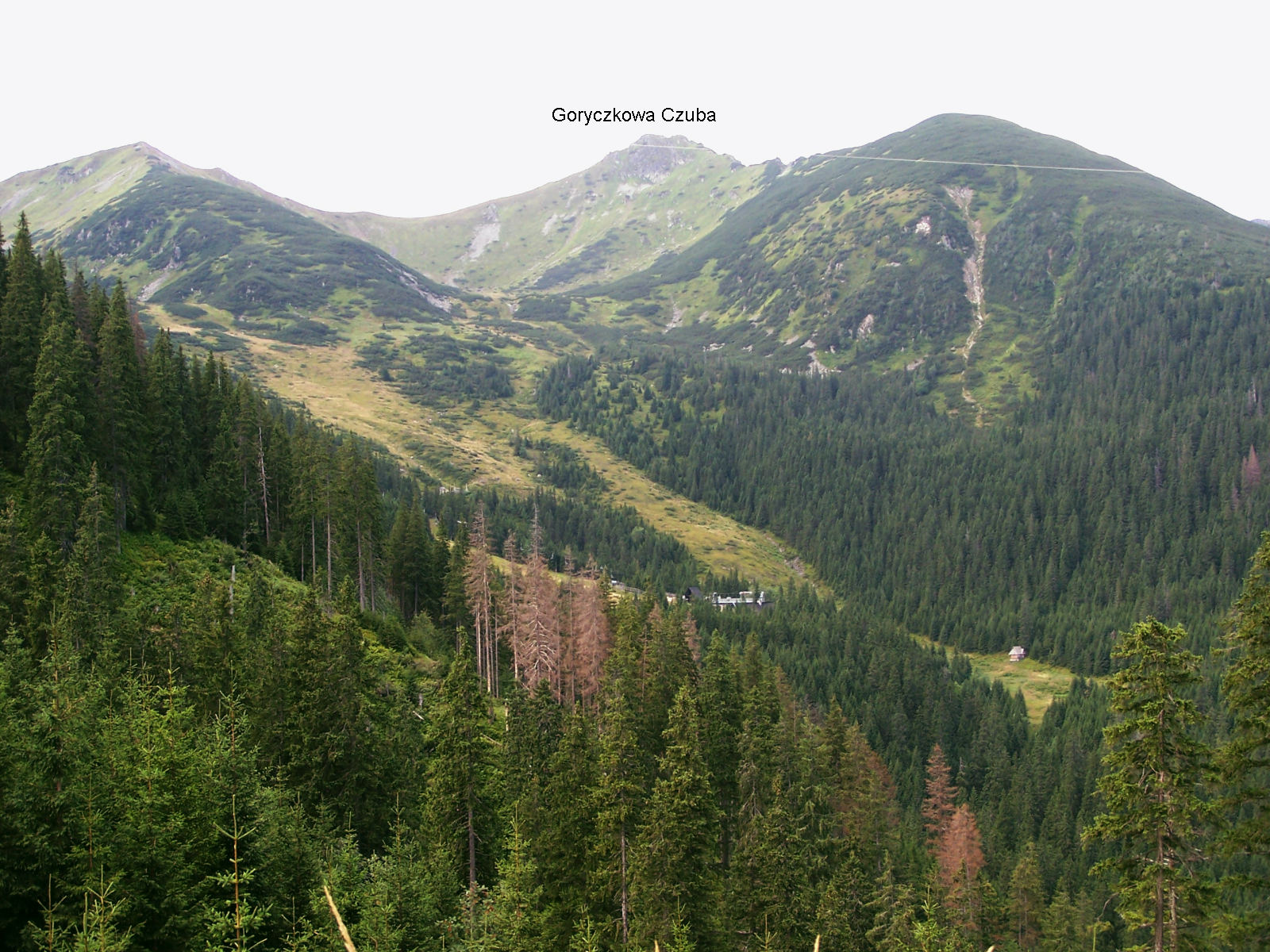
dolina Goryczkowa
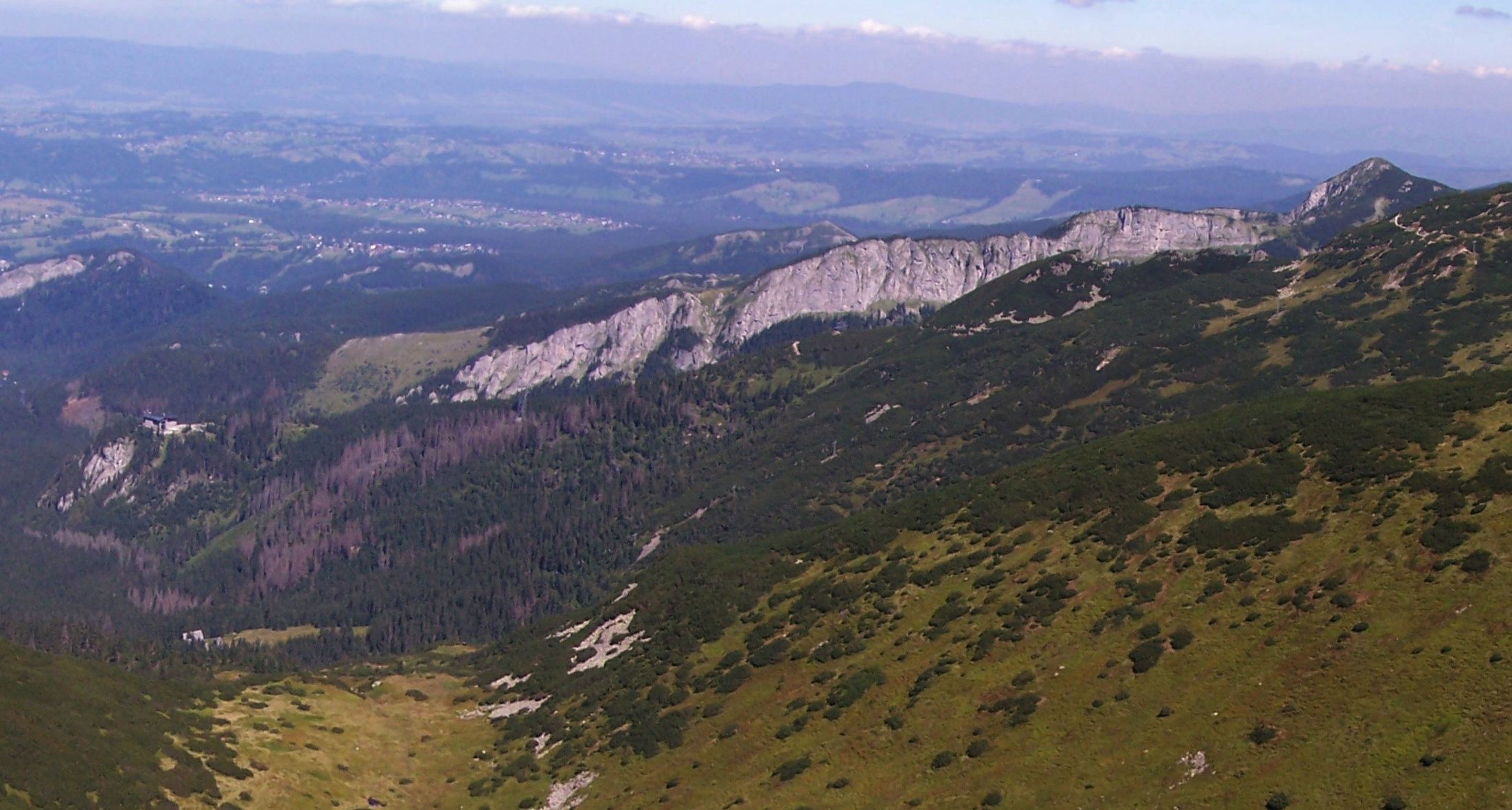
Dolina Goryczkowa a Kasprowa